# Svenska Livland
Livland var en svensk besittning i Baltikum under stormaktstiden. Området, som utgjorde huvuddelen av det dessförinnan polska Livland, erövrades 1621 och Sverige fick formell rätt till det vid stilleståndet i Altmark 1629; för att skilja det från den delen av Livland som blev kvar inom Polen, har det ibland kallats Svenska Livland (lettiska: Zviedru Livonija). Sverige avträdde Livland till Ryssland 1721 vid freden i Nystad, men hade i praktiken förlorat området redan 1710. 
Livland motsvarade södra hälften av dagens Estland och norra hälften av dagens Lettland, samt ön Ösel. I norr gränsade området till det likaledes svenska Estland (som även omfattade ön Dagö), i öster till Ryssland, och i söder till de dåvarande polska provinserna Kurland och polska Livland.
De största städerna i svenska Livland var Riga och Dorpat (nuvarande Tartu). Riga var f.ö. det svenska stormaktsväldets näst största stad (efter Stockholm) fram till staden övertogs av Ryssland i och med freden i Nystad 1721.

## Historia

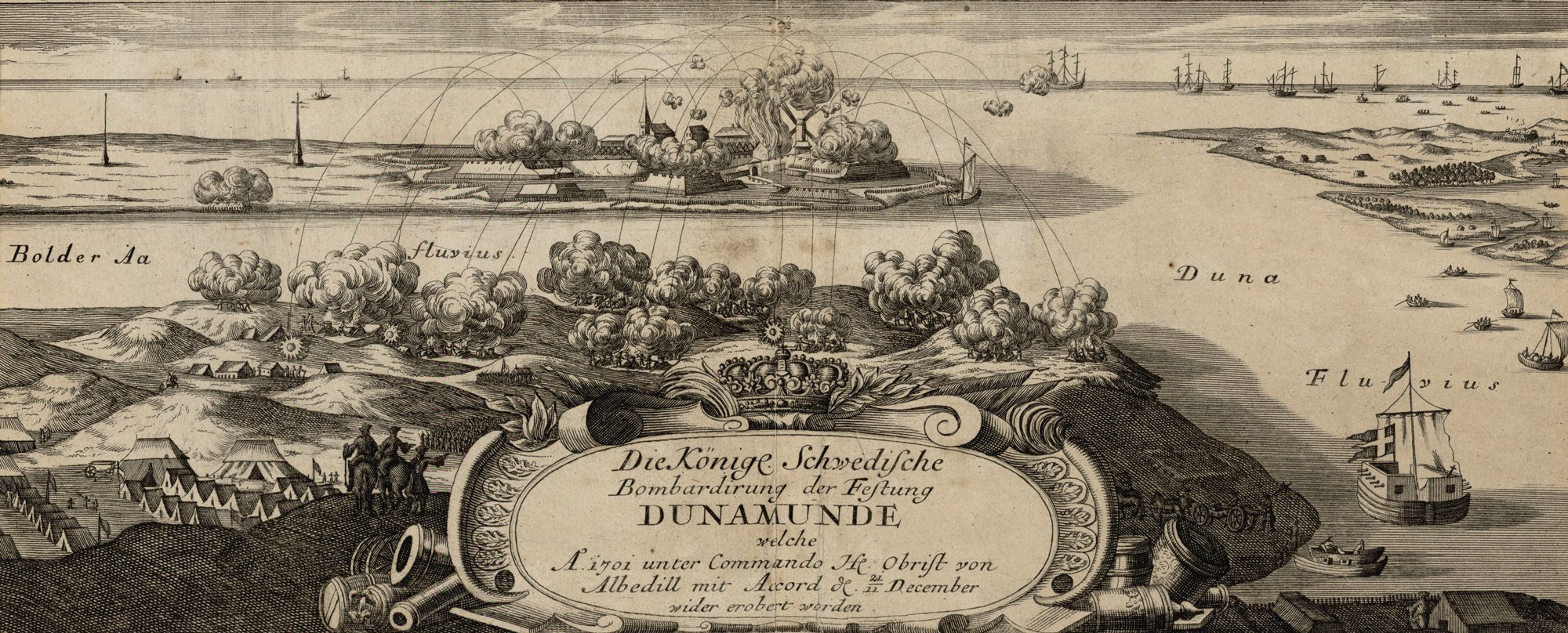
Svenskarna bombarderar fästningen Dünamünde utanför Riga 1621.

År 1621 intogs Riga av Gustav II Adolf i samband med andra polska kriget (1600–1629), och vid stilleståndet i Altmark 1629 fick Sverige kontroll över hela dåvarande Livland utom den sydöstra delen (Lettgallen), vilket idag motsvarar norra delen av Lettland (norr om floden Daugava) och södra halvan av dagens Estland.
Livlands protestantiska befolkning och dess undertryckta bönder hälsade svenskarna som befriare. Protestanterna hade bittra erfarenheter av såväl de polska jesuiternas arbete med att införa katolsk helgondyrkan som av de polska ämbetsmännens verksamhet för att påtvinga folket polsk rätt och polsk förvaltning. Gustav II Adolf hade också så mycket som möjligt försökt förskona livländarna från krigets förödelse. "Vi hava icke ärnat föra krig emot bonden, den vi hellre se välbehållen än platt fördärvad", uppgav han.
För Sverige var det en mycket viktig erövring, för Livland kom därefter att finansiera en tredjedel av den mycket stora svenska krigsbudgeten. Riga var en betydande och rik handelsstad. Från erövringen fram till 1660-talet, då Stockholm gick om i storlek, var Riga den största staden i hela den svenska stormakten. Handeln i Riga bedrevs mest av tyskar och holländare.
Sverige satsade stort på att införliva Livland i sitt stormaktsrike: Redan första året (1629) bildades ett generalguvernement av Livland och Ingermanland och den livländska lantdagen (lokalparlamentet) återupprättades. År 1630 inrättades Livlands högsta domstol, hovrätten i Dorpat, 1632 grundades Dorpats universitet som var Sveriges andra universitet, 1634 inrättades en lantmäteriinstitution som genomförde omfattande landmätningar och karteringar 1683 och 1693, och 1637 öppnades en nationell bank.
Ur den prövning av privilegier och äganderättsförhållanden, som skedde i samband med skattläggningen, framväxte så småningom en rättskipande myndighet sammansatt av de främsta svenska ämbetsmännen samt Rigas råd och några livländska adelsmän. Snart ingrep den svenska regeringen också för upprätta det förfallna kyrkoväsendet – en uppgift som dock var nästan hopplös, till stor del på grund av bristen på ekonomiska resurser.
Bättre framgång hade svenska regeringen i sin kamp för att tvinga de privilegierade samhällsklasserna, adeln och städernas borgerskap, att underordna sig det allmänna bästa. Johan Skytte, som var generalguvernör i Livland 1629–1633, såg det som en av sina huvuduppgifter att höja människovärdet hos de förtryckta bönderna, som hamnat i livegenskap, och ge dem stödet av en ordnad rättskipning.
År 1641 ägdes 40 procent av jordbrukslandet av småbrukare, från att tidigare helt dominerats av de gamla tyska adelssläkterna sedan Tyska ordens tid. Flera reformer som gynnade folk i allmänhet genomfördes också. Livegenskapen avskaffades 1661 och bönderna fick direkt klagorätt till kungen. År 1687 beslutade den livländska lantdagen att inrätta byskolor för den icke-tyska delen av befolkningen och bibelöversättningen till lettiska var färdigställd 1690. 
Åren 1656–1658 härjades Livland svårt under Karl X Gustavs ryska krig. Bland annat förstördes Dorpats universitet.
Liksom i moderlandet Sverige genomfördes 1680–1686 Karl XI:s reduktioner, som innebar att adeln förlorade många privilegier. Detta mötte starkt motstånd i livländska lantdagen,  vilket ledde till att generalguvernören stängde lantdagen 1693 och att ledaren för det livländska motståndet, Johann Patkul, året därpå dömdes till döden för förräderi. Patkul lyckades dock fly och var med att arbeta fram Danmarks, Polens och Rysslands anfallsförbund mot Sverige, som 1700 ledde till att stora nordiska kriget inleddes – det krig som kom att innebära slutet för Sveriges stormaktstid.
Livland ockuperades av Ryssland 1710 och avträddes formellt 1721 vid freden i Nystad. Även detta krig drabbade Livlands civilbefolkning svårt, till exempel var befolkningen i Dorpat nere i 21 personer efter att ryssarna intagit staden 1704.

### Svenska regementen stationerade i Livland
- Infanteri
  - Guvernementsregementet i Riga, uppsatt 1690, tillfångatogs i Riga 1710, 1 000 man
  - Garnisonsregementet i Riga, omorganiserat 1686 med detta namn, tillfångatogs i Riga 1710, 1 000 man
  - Fem livländska infanteriregementen,  1 000-1 400 man
  - Fyra livländska infanteribataljoner, 400-500 man vardera
- Kavalleri
  - Adelsfanan i Livland och på Ösel, tidigast kända adelsryttare i Livland var 1615, tillfångatogs i Poltava (1709) och Riga (1710), 300 ryttare
  - Två livländska dragonregementen (1700-1709), 600 man vardera
  - Två livländska dragonskvadroner (1701-1710), 123-200 man
  - Öselska Lantdragonskvadronen, 300 man

(Referens: Högman: Svenska regementen under indelningsverkets dagar)

### Generalguvernörer över Hertigdömet Livland
- 1622–1628 Jacob De la Gardie
- 1628–1629 Gustaf Horn
- 1629–1633 Johan Skytte
- 1633–1634 Nils Assersson Mannersköld
- 1634–1643 Bengt Bengtsson Oxenstierna
- 1643–1643 Herman Wrangel
- 1644–1644 Erik Eriksson Ryning
- 1645–1647 Gabriel Bengtsson Oxenstierna
- 1649–1651 Magnus Gabriel De la Gardie
- 1652–1653 Gustaf Horn
- 1655–1657 Magnus Gabriel De la Gardie
- 1661  Axel Lillie (mottog ej ämbetet)
- 1662–1665 Bengt Gabrielsson Oxenstierna
- 1666–1671 Clas Åkesson Tott d.y.
- 1671–1674 Fabian von Fersen
- 1674–1686 Krister Klasson Horn af Åminne [5]
- 1687–1695 Jacob Johan Hastfer [5]
- 1696–1702 Erik Dahlbergh
- 1702–1706 Carl Gustaf Frölich
- 1706–1709 Adam Ludwig Lewenhaupt
- 1709–1709 Henrik Otto Albedyll
- 1709–1710 Nils Stromberg